# 4128 UKSTU
4128 UKSTU (1988 BM5) là một tiểu hành tinh vành đai chính được phát hiện ngày 28 tháng 1 năm 1988 bởi Robert H. McNaught ở Siding Spring.